# Aitor Arregi Galdos
Aitor Arregi Galdos (Oñati, 20 de maig de 1977) és un cineasta basc que també ha treballat com a director i guionista. És membre, juntament amb altres cinc persones, de Moriarti Productions. També ensenya comunicació audiovisual a la Universitat de Mondragón.

## Biografia
Va estudiar negocis en Universitat de Mondragón, en la Facultat de Ciències Empresarials. Després de completar aquests estudis, va prendre un curs a Sarobe Hall, Urnieta. En 2002, va formar Moriarti Productionsjunto Asier Acha, Xabier Berzosa, Jon Garaño, Jorge Gil i Jose Mari Goenaga Balerdi. La seu de la productora es troba a Pasaia.
Des de 2008, Arregi ha estat involucrat al cinema i l'ensenyament al mateix temps, des d'aquest any ha estat ensenyant comunicació audiovisual al campus d'Aretxabaleta de la Universitat de Mondragón. Durant diversos anys ha dirigit MUtelebista, una televisió universitària.
Amb Jo Garaño ha dirigit Handia, que va competir en la selecció Oficial al Festival Internacional de Cinema de Sant Sebastià, on va guanyar el Premi Irizar al Cinema Basc i el Premi Especial del Jurat. A més, va tenir 13 nominacions als Premis Goya, on va obtenir 10 premis, entre ells al millor guió original, que va ser rebut pel mateix Aitor Arregi, Andoni de Carlos, Jon Garaño i Jose Mari Goenaga.

## Filmografia

### Com a guionista

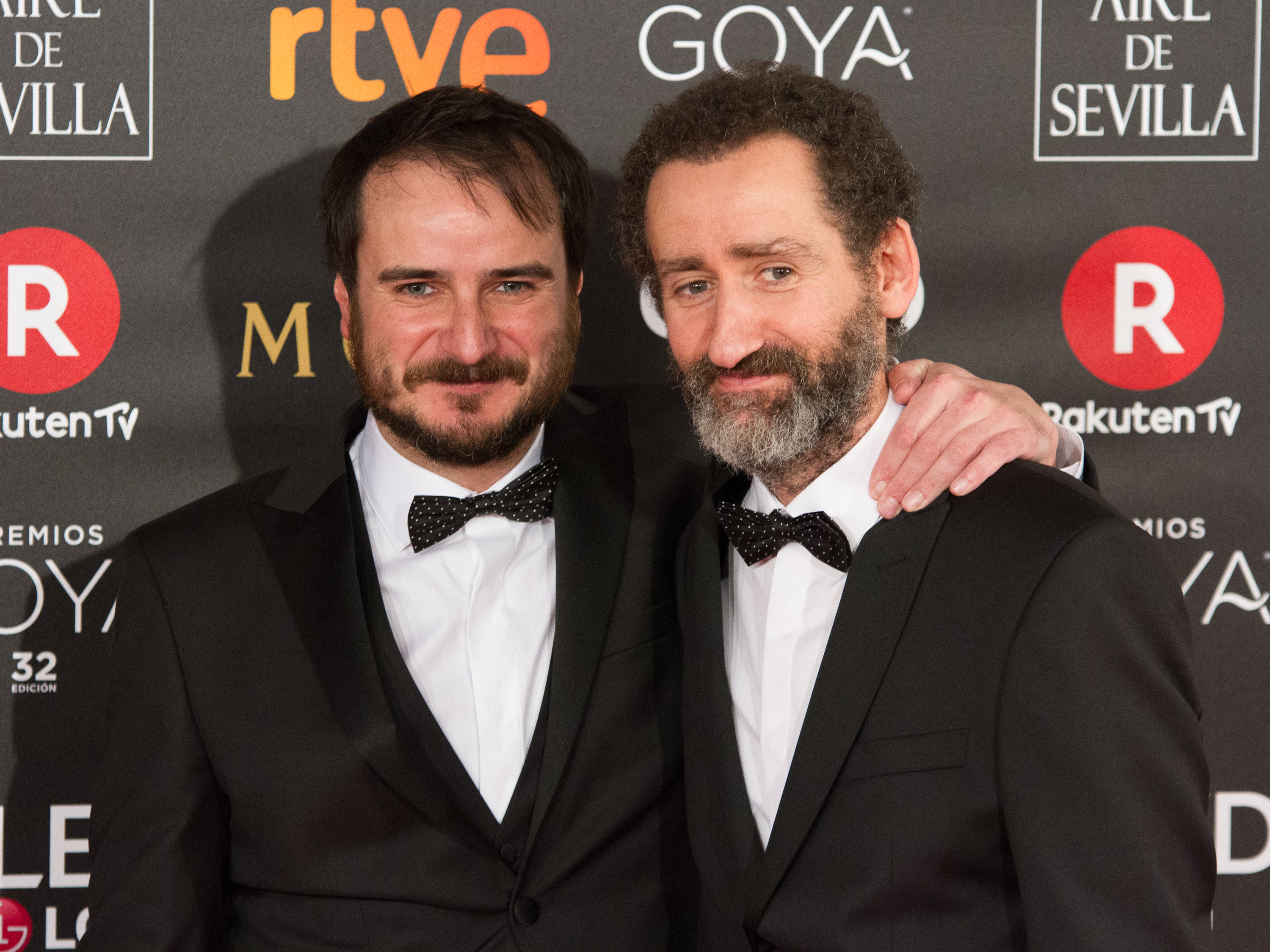
Aitor Arregi y Jon Garaño en los Premios Goya 2018, donde recibieron el premio al Mejor guion original por Handia.

- Loreak (2014)[3]

### Com a director
- Marco, la verdad inventada (2024)
- La trinchera infinita (2019)[7]
- Handia (2017)
- Zarautzen erosi zuen (curtmetratge, 2014)[8]
- Lucio (documental, 2007)
- Cristóbal Molón (dibuixos animats, 2006)[3]
- Glup (dibuixos animats, 2004)[3]
- Maratón del Sahara (2004)

## Premis i nominacions
| Any  | Lloc                                              | País         | Categoria                           | Treball nominat       | Resultat  | Notes |
| ---- | ------------------------------------------------- | ------------ | ----------------------------------- | --------------------- | --------- | ----- |
| 2008 | Premis Goya                                       | Espanya      | Millor Pel·lícula Documental        | Lucio                 | Nominat   |       |
| 2008 | Festival de Guadalajara                           | Mèxic        | Millor Pel·lícula Documental        | Lucio                 | Guanyador |       |
| 2015 | Premis Feroz                                      | Espanya      | Millor guió                         | Loreak                | Nominat   |       |
| 2015 | Premis Goya                                       | Espanya      | Millor Pel·lícula                   | Loreak                | Nominat   |       |
| 2017 | Festival de Sant Sebastià                         | Espanya      | Premi especial del jurat            | Handia                | Guanyador |       |
| 2017 | Festival de Sant Sebastià                         | Espanya      | Millor Pel·lícula Basca             | Handia                | Guanyador |       |
| 2017 | Festival de Sant Sebastià                         | Espanya      | Millor Pel·lícula                   | Handia                | Nominat   |       |
| 2018 | ASECAN                                            | Espanya      | Millor pel·lícula espanyola         | Handia                | Nominat   |       |
| 2018 | Medalles del Cercle d'Escriptors Cinematogràfics  | Espanya      | Millor Pel·lícula                   | Handia                | Nominat   |       |
| 2018 | Medalles del Cercle d'Escriptors Cinematogràfics  | Espanya      | Millor Director                     | Handia                | Nominat   |       |
| 2018 | Medalles del Cercle d'Escriptors Cinematogràfics  | Espanya      | Millor Guió Original                | Handia                | Nominat   |       |
| 2018 | Premis Feroz                                      | Espanya      | Millor Director                     | Handia                | Nominat   |       |
| 2018 | Premis Feroz                                      | Espanya      | Millor pel·lícula de drama          | Handia                | Nominat   |       |
| 2018 | Premis Goya                                       | Espanya      | Millor Guió Original                | Handia                | Guanyador |       |
| 2018 | Premis Goya                                       | Espanya      | Millor Director                     | Handia                | Nominat   |       |
| 2018 | Premis Cinematogràfics José María Forqué          | Espanya      | Millor Pel·lícula                   | Handia                | Nominat   |       |
| 2018 | Premis Cinematogràfics José María Forqué          | Espanya      | Educació en Valors                  | Handia                | Nominat   |       |
| 2018 | Festival Internacional de Cinema de Seattle       | Estats Units | Millor pel·lícula iberoamericana    | Handia                | Nominat   |       |
| 2019 | Festival Internacional de Cinema de Sant Sebastià | Espanya      | Premi Feroz Zinemaldia              | La trinchera infinita | Guanyador |       |
| 2019 | Festival Internacional de Cinema de Sant Sebastià | Espanya      | Millor Director                     | La trinchera infinita | Guanyador |       |
| 2019 | Festival Internacional de Cinema de Sant Sebastià | Espanya      | Millor Pel·lícula Basca             | La trinchera infinita | Guanyador |       |
| 2019 | Festival Internacional de Cinema de Sant Sebastià | Espanya      | Premi FIPRESCI                      | La trinchera infinita | Guanyador |       |
| 2019 | Festival Internacional de Cinema de Sant Sebastià | Espanya      | Millor Pel·lícula - Conquilla d'or  | La trinchera infinita | Nominat   |       |
| 2019 | Festival Internacional de Cinema de Sant Sebastià | Espanya      | Millor Pel·lícula - Premi Sebastián | La trinchera infinita | Nominat   |       |
| 2020 | Medalles del Cercle d'Escriptors Cinematogràfics  | Espanya      | Millor Pel·lícula                   | La trinchera infinita | Nominat   |       |
| 2020 | Medalles del Cercle d'Escriptors Cinematogràfics  | Espanya      | Millor Director                     | La trinchera infinita | Nominat   |       |
| 2020 | Premis Feroz                                      | Espanya      | Millor Director                     | La trinchera infinita | Nominat   |       |
| 2020 | Premis Goya                                       | Espanya      | Millor Director                     | La trinchera infinita | Nominat   |       |